# Euhybus niger
Euhybus niger är en tvåvingeart som beskrevs av Ale-rocha 2004. Euhybus niger ingår i släktet Euhybus och familjen puckeldansflugor. Inga underarter finns listade i Catalogue of Life.